# Williston Highlands
Williston Highlands – jednostka osadnicza w Stanach Zjednoczonych, w stanie Floryda, w hrabstwie Levy.